# 연꽃 출산

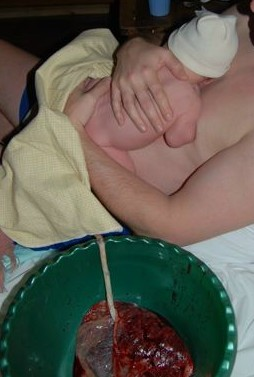
분만 1시간 후의 온전한 탯줄, 지연된 탯줄 절단

연꽃 출산(또는 탯줄 비절단 - UCNS)은 분만 후 탯줄을 자르지 않고 아기가 태반에 연결된 채로 탯줄이 배꼽에서 자연적으로 분리될 때까지 두는 방식이다. 이는 보통 출산 후 3~10일 이내에 발생한다. 이 방식은 주로 영성적 목적, 즉 태반과 신생아 사이의 영적 연결에 대한 인식을 위해 행해진다.
2008년 12월 현재, 아기에게 의학적 이점이 있다는 증거는 없다. 영국 산부인과 학회는 부패하는 태반 조직이 포도상구균과 같은 감염성 박테리아의 온상이 되어 감염 위험이 있다고 경고했다. 한 사례에서는 UCNS를 선택한 부모의 생후 20시간 된 아기가 아고날 상태로 병원에 이송되어 패혈증 진단을 받고 6주 동안 항생제 치료를 받았다.

## 역사
최근 서구에서 대안 출산 현상으로 떠올랐지만, 출산 후 1시간 이상 탯줄을 매우 늦게 자르는 것은 가정 출산에서 흔하다.
초기 미국 개척자들은 기록된 일기와 편지에서 탯줄 비절단을 예방책으로 실천했다고 보고했는데, 이는 영아를 개방성 상처 감염으로부터 보호한다고 믿었기 때문이다.

### 현대적 실천

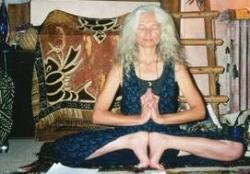
지아닌 파르바티 베이커, 요가 마스터

1980년대에 요가 마스터이자 조산사인 지아닌 파르바티 베이커가 미국에서 이 방식의 주요 옹호자였다. 이 방식은 국제 영적 조산술 대학의 설립자이자 "연꽃 출산"이라는 책의 저자인 조산사 시밤 라차나에 의해 호주로 확산되었다. 완전한 연꽃 출산 임상 프로토콜에서는 아기의 배꼽과 태반에 연결된 탯줄을 고정하거나 자르지 않는다. 아기는 즉시 산모의 배/가슴에 놓이거나(탯줄 길이에 따라 다름) 소생술과 같은 의학적으로 필요한 절차가 필요할 경우 산모 가까이에 둔다. 연꽃 출산에서는 태반이 질을 통해 배출되는데, 이때 산모는 종종 분만 3단계의 수동적 관리를 선택하여, 옥시토신과 같은 호르몬 주사 없이 적절한 시간 내에 태반이 자연적으로 분리되도록 하거나 제왕절개를 통해 분만한다.
출산 후 태반은 간단히 그릇에 담거나 흡수성 타월로 빠르게 싸서 산모-아기 가까이에 둔다. 보호자는 한 시간 이상 방해받지 않는 산모-아기 유대가 일어나도록 물러선다. 이 초기 강렬한 유대 기간이 지나서야 태반을 헹구고, 건조시키고, 보존제를 바르고, 충분한 공기 순환과 아기와의 근접성을 허용하는 방식으로 배치한다. 태반은 자궁에서 배출되면 혈액 순환이 없어 빠르게 죽는다. 그리고 출산 후 3~10일 이내에 탯줄은 마르고 아기 배에서 떨어진다. 이 방식은 산모와 아기가 태반과 탯줄이 마르고, 분해되고, 아기에게서 분리될 때까지 집에 머물러야 한다.

### 위험성

자궁 내 태아와 태반의 위치

연꽃 출산은 병원에서는 극히 드문 방식이다. 영국 산부인과 학회(RCOG)는 "출산 후 일정 기간 동안 방치하면 태반에 감염 위험이 있으며, 이는 아기에게 퍼질 수 있다. 태반은 피를 포함하고 있어 감염에 특히 취약하다. 출산 후 단계에서는 혈액 순환이 없어 본질적으로 죽은 조직이다"라고 말하며, RCOG는 연꽃 출산을 한 모든 아기에 대해 감염 여부를 면밀히 모니터링할 것을 강력히 권고한다. 다른 위험으로는 비정상적으로 높은 빌리루빈으로 인한 황달과 순환하는 적혈구 비율이 비정상적으로 높은 적혈구 증가증이 있다. 이 관행과 관련된 불리한 건강 상태에 대한 사례 보고서가 나타나고 있으며, 잠재적 합병증의 심각성을 나타낸다.
세계보건기구는 연꽃 출산을 지지하지 않으며, 대신 지연된 탯줄 결찰을 권장한다.

### 사망 사례
2020년 5월, 빅토리아 주 검시관 법원은 2017년 멜버른 로열 아동 병원에서 일어난 연꽃 출산 상황에서 아기가 출산 16시간 후 패혈증으로 사망했다고 결론내렸다. 조사 결과 패혈증의 가장 중요하고 심각한 위험 요인은 질 내 배양(vaginal seeding)과 연꽃 출산으로 밝혀졌다.

## 영성

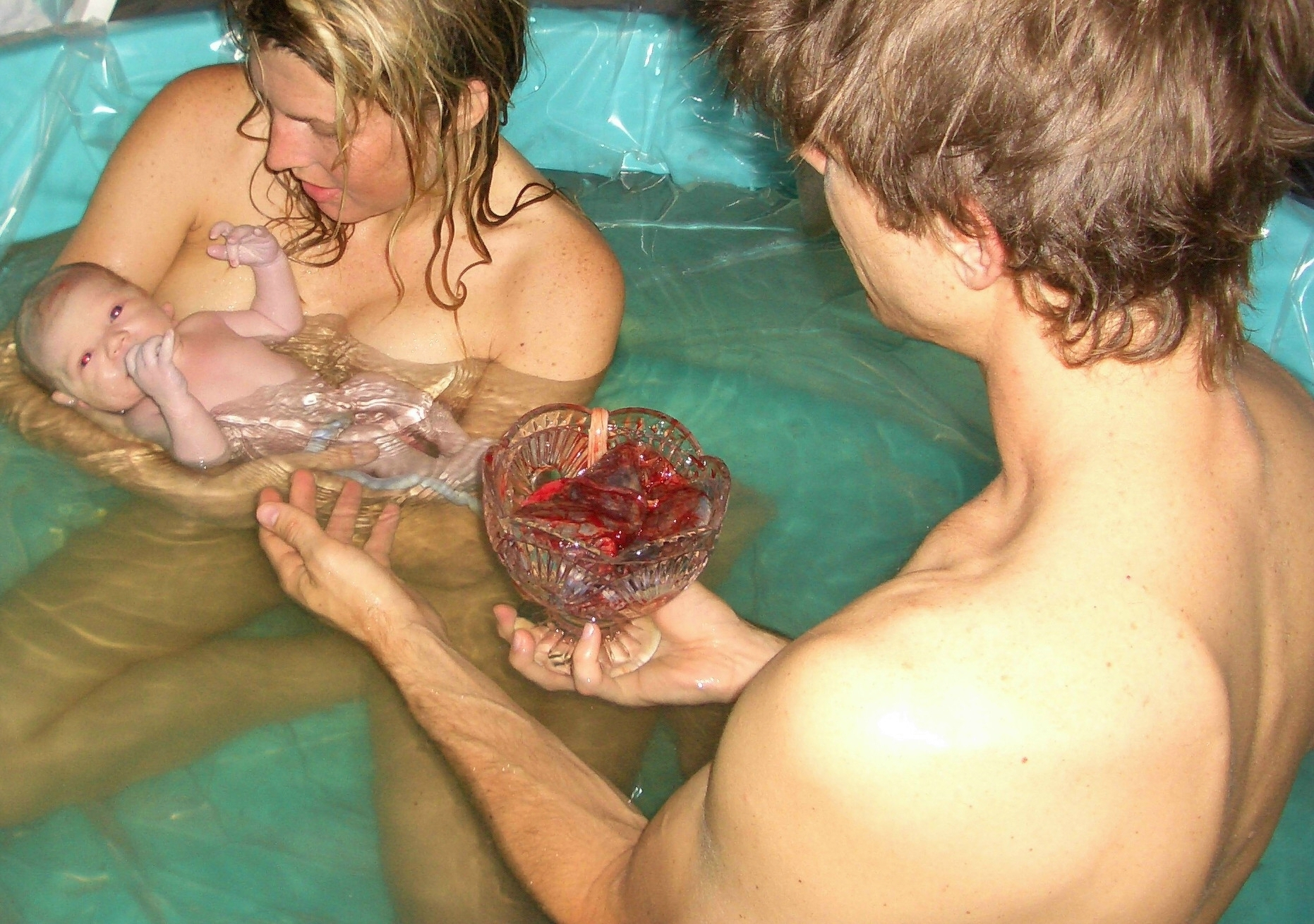
가정 출산 직후 탯줄 비절단과 함께 산후 수중 몰입

### 자연과의 관계
동물 세계에서 태반은 보통 어미가 섭취한다. 이를 태반섭식이라고 한다. 영장류는 태반을 신생아에 더 오랫동안 붙여두는 것이 관찰되었다. 야생의 침팬지에 대한 장기 연구를 처음 수행한 영장류학자 제인 구달은 침팬지가 다른 많은 원숭이들처럼 새끼의 탯줄을 씹거나 자르지 않고 그대로 두었다고 보고했다. 다른 연구자들은 침팬지가 출산 후 태반을 섭취한다고 보고한다. 다른 포유류가 새끼의 탯줄을 자를 수는 있지만, 이는 초기 어미의 감각 수용, 탯줄 풀기, 마사지/세정(접촉을 통해), 수유 시작 후에만 이루어진다. 방해받지 않으면 이것이 최소 1시간 동안 지속되는 것이 관찰되었다.

### 에너지
연꽃 출산의 사이비 과학적 옹호자들은 아기와 태반이 동일한 근원인 난자와 정자 개념에서 유래했기 때문에 세포 수준에서 하나라고 본다. 그들은 또한 신생아와 태반이 동일한 양자장에 존재하며, 이는 건강에 영향을 미치는 양자역학의 다양한 표현에 영향을 미친다고 주장한다. 그들은 건조 과정 동안 태반 조직에서 아기로 에너지 및 세포 정보 전달이 계속해서 점진적으로 일어난다고 주장한다. 과학자들은 양자역학과 관련된 형이상학적 차원에 대한 이러한 주장에 이의를 제기한다.

## 더 읽어보기
- Buckley MD., Sarah. Gentle Birth, Gentle Mothering, Australia, 2006
- Davies RN, Leap RN, McDonald. Examination of the Newborn & Neonatal Health: A Multidimensional Approach, Elsevier Health Sciences, 2008. ISBN 0-443-10339-9
- Lim CPM, Robin. After the Baby's Birth: A Complete Guide for Postpartum Women, Ten Speed Press, U.S. 2001
- Parvati Baker, Jeannine. Prenatal Yoga & Natural Childbirth, North Atlantic Books, U.S., 2001
- Rachana, Shivam. Lotus Birth: Leaving the umbilical cord intact, Good Creation Publications, Australia, 2011
- Trevathan, Wenda. Human Birth: An Evolutionary Perspective, Univ. of New Mexico Press, 2011
- World Health Organization (WHO). Care in normal birth: A practical guide, report of a technical working group, Geneva, Switzerland, 1997